# Jazz Jennings

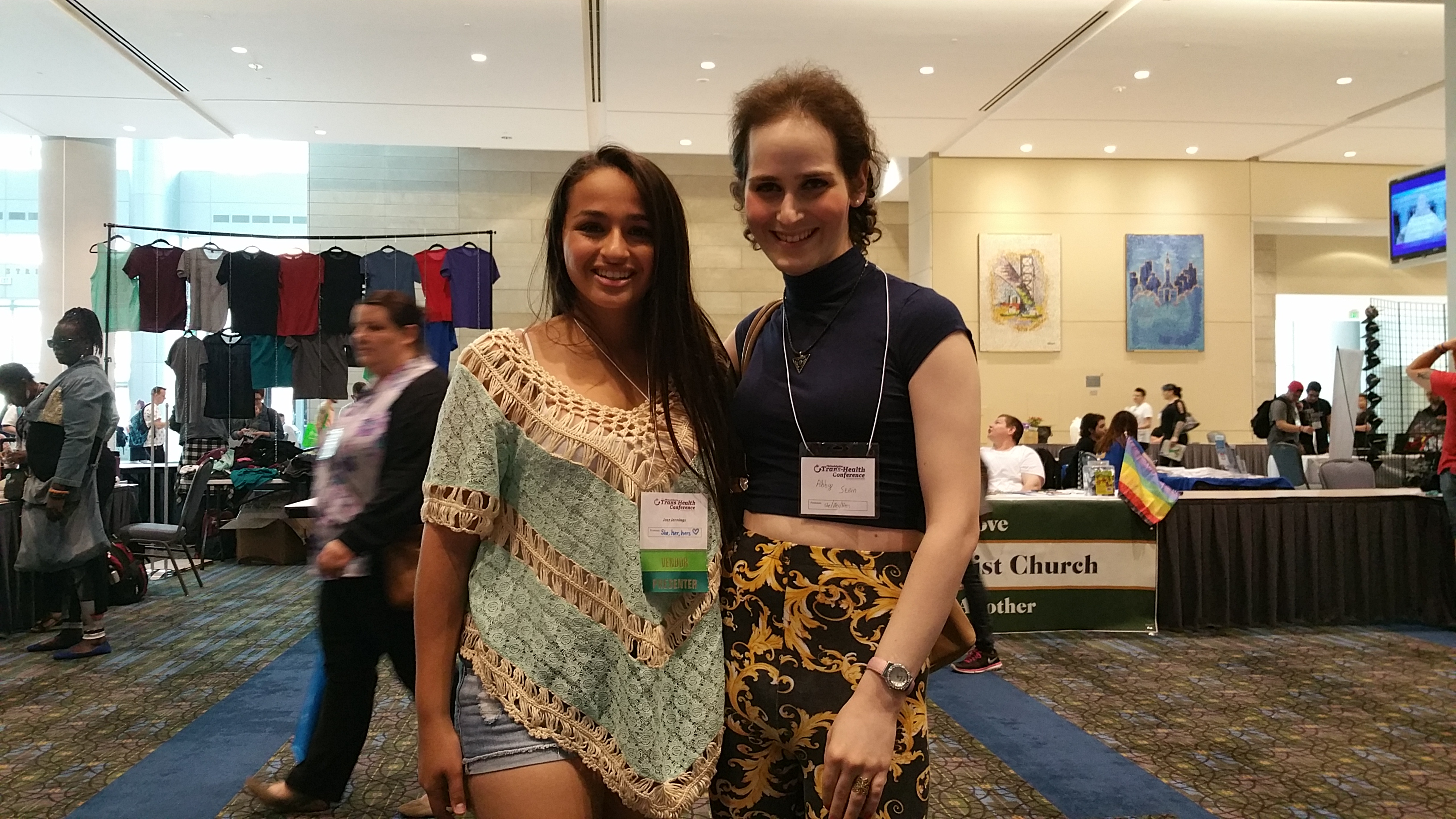
Jazz con la activista trans y autora Abby Stein en la Conferencia de Salud Trans de Filadelfia en 2016.

Jazz Jennings (Florida del Sur, 6 de octubre de 2000) es una personalidad estadounidense de YouTube, personalidad de televisión y activista por los derechos LGBT. Es una  mujer transgénero, se destaca por ser una de las personas documentadas públicamente más jóvenes en ser identificadas como transgénero.
Se dio a conocer en 2007 en una entrevista con Barbara Walters en el programa 20/20, lo que llevó a otras entrevistas y apariciones de alto perfil. Christine Connelly, miembro de la junta directiva de la Alianza de Jóvenes Gays, Lesbianas, Bisexuales y Transgénero de Boston, declaró: «Fue la primera persona joven que captó la atención nacional, salió a la televisión y pudo articular su perspectiva y punto de vista con tanta inocencia». Sus padres notaron que Jennings tenía claro que era mujer tan pronto como pudo hablar.
Es cofundadora honoraria de la TransKids Purple Rainbow Foundation, que ella y sus padres fundaron en 2007 para ayudar a los jóvenes transgénero. En 2013, fundó Purple Rainbow Tails, una empresa en la que crea colas de goma de sirena para recaudar fondos para niños transgénero.
Presenta una serie de videos de YouTube sobre su vida, titulados "I Am Jazz". Jennings protagoniza la serie de telerrealidad del canal TLC, I Am Jazz, que se centra en su vida con su familia cuando era adolescente y como joven transgénero. La serie se estrenó el 15 de julio de 2015.

## Biografía
Nació en el estado de Florida del Sur de padres Greg y Jeanette ("Jennings" es un seudónimo). La familia es judía, y su apellido es "un apellido muy judío, largo". Jennings tiene una hermana mayor, Ari, y dos hermanos mayores, los gemelos Sander y Griffen.
Jennings nació varón y a los cinco años le diagnosticaron disforia de género, lo que la convirtió en una de las personas más jóvenes documentadas públicamente en ser identificadas como transgénero. Jennings dejó en claro tan pronto como pudo hablar que no se sentía a gusto con el rol de género masculino y, aunque la familia la presentó públicamente con ropa de género neutro, ella quería que la presentaran con ropa femenina.
Jennings asistió a Broward Virtual School, donde fue la mejor estudiante de la clase de 2019. Fue aceptada en la Universidad de Harvard, pero retrasó la entrada durante un año.
A los seis años, Jennings y su familia comenzaron a aparecer en televisión para hablar sobre los desafíos de crecer como transgénero. Su historia ha sido cubierta por los programas de televisión nacional 20/20  y en The Rosie Show, donde apareció junto a Chaz Bono. En 2007, Jennings y sus padres fundaron ransKids Purple Rainbow Foundation, Fundación Transkids, para ayudar a los jóvenes transgénero.
En 2011, I Am Jazz: A Family in Transition, un documental sobre su vida y su familia, se estrenó en Oprah Winfrey Network. Dos años más tarde, fundó Purple Rainbow Tails, una empresa que fabrica aletas de goma de sirena para recaudar fondos para niños transgénero. Ese mismo año, en una entrevista de seguimiento con Barbara Walters en el programa 20/20, hablaron sobre la batalla de dos años y medio de Jennings con la Federación de Fútbol de los Estados Unidos (USSF), el organismo rector del deporte en los Estados Unidos para permitirle jugar en equipos femeninos. Con la ayuda del Centro Nacional para los Derechos de las Lesbianas, logró cambiar las políticas de la USSF y permitir que los estudiantes transexuales jugaran.
Ese septiembre, Jennings coescribió un libro para niños, I Am Jazz, con Jessica Herthel, directora del Proyecto de Educación Nacional Stonewall. El libro detalla su vida como niña transgénero.
En 2014 fue invitada a los GLAAD Media Awards, compartiendo escenario con Zach Wahls y Lauren Foster. También ese año fue nombrada una de "The 25 Most Influential Teens of 2014" por Time, y se reconoció como la persona más joven que ha aparecido en las listas de Out ' 'Out 100' y The Advocate "40 Under 40". También fue nombrada en OUT ' 2014 lista Trans 100, nombrado Human Rights Campaign de Jóvenes Embajadores, y recibió el Premio Trailblazer Juvenil de LogoTV en 2014.
En marzo de 2015, Johnson & Johnson anunció un acuerdo para que Jennings apareciera publicidad de Clean & Clear. Jennings se convirtió en portavoz de la campaña digital "See The Real Me" de Clean & Clear y compartió "las pruebas de crecer como transgénero". También modeló para la campaña NOH8. También es autor de un artículo para Time en la lista de las 100 personas más influyentes de la revista Time, escribiendo la entrada para Laverne Cox.
Jennings y su familia aparecieron en la serie de telerrealidad I Am Jazz, que se estrenó en julio de 2015 en el canal de televisión TLC y se ha emitido cuatro temporadas completas. La quinta temporada, que narra las semanas previas a la cirugía de Jazz, se estrenó el 1 de enero de 2019. 
En 2016, Jennings publicó unas memorias, Being Jazz: My Life as a (Transgender) Teen.

## Vida personal
Jennings habló sobre su orientación sexual con Barbara Walters durante su entrevista en el programa 20/20, donde señaló que se siente atraída románticamente por los chicos y que albergaba cierta aprensión sobre las citas debido a su identidad transgénero. En un vídeo de preguntas y respuestas publicado en su canal de YouTube en julio de 2014, Jennings declaró que es pansexual y que ama a las personas "por su personalidad", independientemente de su orientación sexual o estado de género.
En 2013, Jennings habló públicamente sobre su deseo de tener hijos en el futuro.
En una entrevista publicada en la revista People en 2018, Jennings reveló que según las instrucciones de sus cirujanos, había perdido al menos 30 libras (13,6 kg)  para someterse a una cirugía de reasignación  de género, programada para el 20 de junio de 2018